# Anti-Love Song
Anti-Love Song é o segundo single do álbum Raven-Symoné da cantora Raven Symoné. Foi escrita por Mario Barrett, Warren O. Felder, Frankie Storm. O single tem um ritmo lento e um leve ritmo eletrônico no fundo, não foi lançado videoclip.

## Música
Raven fala sobre um relacionamento que terminou mal, mas ela não vai se lastimar e nem mesmo ficará deprimida, seguirá em frente. Uma letra, uma história que os jovens iriam se identificar bem.

## Prêmios
Teen Music International Brazil
| Año  | Estatus | Categoría                 |
| ---- | ------- | ------------------------- |
| 2009 | Ganhou  | Melhor Vocal Pop Femenina |

## Curiosidades
- Anti-Love Song" começou a fazer parte do iTunes Store em março de 2009.